# Bruc (pel·lícula)
Bruc és una pel·lícula catalana de 2010 dirigida per Daniel Benmayor i basada en la llegenda del Timbaler del Bruc.
Es va estrenar el 22 de desembre de 2010 amb 280 còpies: tres d'elles en versió original (català i francès), cinquanta en català i 227 doblades al castellà.

## Argument
La pel·lícula s'inicia amb els fets succeïts el 6 de juny de 1808 quan l'exèrcit napoleònic s'enfronta a la seva primera derrota provocada pel Timbaler del Bruc, un jove que amb el seu timbal espantà les tropes franceses. Quan Napoleó Bonaparte se n'assabenta, encarrega a Alain Maraval, capità dels hússars de la Guàrdia Imperial, la missió de capturar i decapitar el timbaler. El capità reuneix els seus homes i s'inicia la recerca.

## Repartiment
| Intèrpret             | Personatge  |
| --------------------- | ----------- |
| Juan José Ballesta    | Bruc        |
| Vincent Perez         | Maraval     |
| Astrid Bergès-Frisbey | Glòria      |
| Nicolas Giraud        | Noialles    |
| Justin Blanckaert     | Magne       |
| Moussa Maaskri        | Attab       |
| Jérôme Le Banner      | Baraton     |
| Francesc Albiol       | Dr. Ballart |
| Santi Millán          | De la Mata  |
| Marcel Borràs         | Miquel      |
| Albert Vidal          | Nicolau     |

## Crítica
"La pel·lícula, tot i que a molts ens va decebre per un guió que en certes ocasions podia semblar poc acurat, el que sí que sorprèn de la producció són els paisatges i el joc que amb aquests ha sabut exercir el jove director. A això, s'hi afegeixen les escenes finals, […] que ens ensenyen el poder de la llibertat i els ideals, la llibertat salvatge de la terra en què molts van aprendre a viure quan la llibertat era el menor dels drets i la seva lluita era perseguida, no només per la llei sinó que també per les mateixes ments que la pretenien mirar als ulls."
- Laia Foguet, Cinèfil.cat, 4 de febrer de 2012
"Bruc, de Daniel Benmayor, cal ser vista com un dels primers videojocs amb la muntanya de Montserrat d'escenari. La idea pot semblar profana, fins i tot sacrílega pel que la muntanya significa com a emblema del catalanisme i la cristiandat, però haig de confessar que, a priori, em resulta simpàtica."
- Àngel Quintana, El Punt Avui, 25 de desembre de 2010
"Bruc, sense ser una bomba, però aconseguint el que es pretén, que és divertir, té diversos encerts. El primer de tots, que Juan José Ballesta, actor madrileny, parli un català prou correcte [...]. Un altre encert és considerar la muntanya de Montserrat com un personatge més del film, donant-li una veu –en aquest cas musical, la de la Beth– i fent que la resta de protagonistes s'hi refereixin diverses vegades."
-Dani Chicano, El Punt Avui, 25 de desembre de 2010
"Bruc. La llegenda no cau en les filigranes del la pista de circ que són avui els combats, tot i que els personatges principals apareixen massa estereotipats. Igual que el seu antiheroi, la pel·lícula és una cinta discreta però eficient i efectiva."
- Joan Millaret Valls, Cinemacatala.net

## Curiositats
- Juan José Ballesta va estar tres mesos estudiant català per tal de poder rodar en aquesta llengua.[9]
- La filmació va tenir lloc principalment a Montserrat. El difícil accés a les seves muntanyes a vegades va obligar a l'equip arribar al lloc de rodatge a peu i amb la maquinària carregada sobre rucs.[3]

## Recaptació
Bruc va recaptar 600.000 € només els sis primers dies de distribució. A Catalunya, va ser la tercera pel·lícula més vista de la setmana de Nadal, darrere de Little Fockers i Gulliver's Travels.

## Premis i nominacions

### Nominacions
- 2012: Premis Gaudí, 12 nominacions[11]
  - Gaudí a la millor pel·lícula en llengua catalana
  - Gaudí al millor actor per Juan José Ballesta
  - Gaudí a la millor actriu per Astrid Bergès-Frisbey
  - Gaudí a la millor direcció artística per Antxón Gómez
  - Gaudí a la millor fotografia per Juan Miguel Azpiroz
  - Gaudí al millor vestuari per Ariadna Papió
  - Gaudí al millor muntatge per Marc Soria
  - Gaudí al millor maquillatge i perruqueria per Amparo Sánchez i Caitlin Acheson
  - Gaudí a la millor música original per Xavier Capellas
  - Gaudí a la millor direcció de producció per Victoria Borrás i Jordi Berenguer
  - Gaudí al millor so per Glenn Freemantle, Xavier Mas i Mike Dowson
  - Gaudí als millors efectes especials/digitals per Félix Bergés i Reyes Abades